# Prix Claude-Aubry
 (février 2023).
Si vous disposez d'ouvrages ou d'articles de référence ou si vous connaissez des sites web de qualité traitant du thème abordé ici, merci de compléter l'article en donnant les références utiles à sa vérifiabilité et en les liant à la section « Notes et références ».
Le Prix Claude-Aubry a été créé en 1981 en l'honneur du défunt Claude Aubry, ancien directeur de la bibliothèque municipale d'Ottawa. 
Il récompense des auteurs de littérature jeunesse.

## Lauréats
- 1981 – Irma McDonough Milnes
- 1983 – Sheila Egoff
- 1985 – Paule Daveluy
- 1987 – May Cutler
- 1989 – Irene Aubrey
- 1991 – Judy Sarick
- 1994 – Virginia Davis
- 1996 – Ronald Jobe
- 1998 – Non attribué
- 2000 – Michael Solomon
- 2002 – Bertrand Gauthier
- 2004 – Catherine Mitchell